# 都市化研究公室
公益財団法人都市化研究公室（としかけんきゅうこうしつ）は、国土計画、地域経済、都市経済に関する調査研究事業などを実施している公益法人。元内閣府所管。

## 概要
- 所在：東京都港区南青山2-2-15 534
- 設立：1975年12月25日
- 理事長：光多長温